# Kłoniczki
Kłoniczki [pronunciación en polaco: /kwɔˈnit͡ʂki/] es un pueblo ubicado en el distrito administrativo de Gmina Lututów, dentro del Distrito de Wieruszów, Voivodato de Łódź, en Polonia central. Se encuentra aproximadamente a 7 kilómetros al sureste de Lututów, a 25 kilómetros al este de Wieruszów, y a 84 kilómetros al suroeste de la capital regional Lodz.